# Aide-soignant
 (mars 2018).
Si vous disposez d'ouvrages ou d'articles de référence ou si vous connaissez des sites web de qualité traitant du thème abordé ici, merci de compléter l'article en donnant les références utiles à sa vérifiabilité et en les liant à la section « Notes et références ».
Le métier d'aide-soignant fait partie des professions paramédicales. Son activité se centre principalement sur l'aide aux personnes soignées dans l’incapacité d'assumer seules leurs besoins primaires. Il assure également le maintien de l'hygiène hospitalière en collaboration avec l'agent des services hospitaliers. L'aide-soignant travaille également en étroite collaboration et sous la responsabilité de l'infirmier pour une partie de son rôle propre qu'il peut effectuer au sein de l'équipe pluriprofessionnelle gravitant autour des personnes soignées. Il contribue à la réalisation de certains soins, notamment une partie des soins fondamentaux afin de pallier l'incapacité de réaliser certains actes de la vie quotidienne, comme se laver, s’habiller, boire, respirer, bouger, ou manger seul.
Le terme d'aide-soignant désigne un professionnel paramédical titulaire du diplôme d’État d’aide-soignant (DEAS), exerçant sous la responsabilité de l'infirmier. Depuis la réforme statutaire de 2021, les aides-soignants et les auxiliaires de puériculture constituent un corps unique relevant de la catégorie B de la fonction publique hospitalière. Les aides médico-psychologiques (AMP),ainsi que les agents des services hospitaliers qualifiés (ASHQ), relèvent de corps distincts classés en   catégorie C, et ne font pas partie du corps des aides-soignants.
Pour devenir aide-soignant, il faut passer un diplôme d'État aide-soignant (DEAS). Il n'a rien de commun avec le métier d'ASH, qui n'est pas paramédical. Les soins prodigués par les aides-soignants sont divers et ne peuvent pas être réduits aux soins de nursing (actes de la vie quotidienne). Ainsi dans les hôpitaux, les aides-soignants travaillent aussi dans des services dits "spécialisés" tels que les urgences, réanimation, psychiatrie, blocs opératoires, salle de surveillance post-interventionnelle (SSPI), de décontamination, etc.

## En France

### Statut juridique
Le statut d'aide-soignant dépend principalement de quatre arrêtés :
- l'arrêté du 10 juin 2021 relatif à la formation conduisant au diplôme d’État d’aide‑soignant (DEAS) [1];

- l'arrêté du 28 mars 2022 relatif aux modalités d’organisation de la validation des acquis de l’expérience pour l’obtention du diplôme d’État d’aide‑soignant [2].;

- l'arrêté du 9 juin 2023 portant diverses modifications relatives aux modalités de fonctionnement des instituts de formation paramédicaux et aux formations conduisant aux diplômes d'Etat d'aide-soignant et d'auxiliaire de puériculture[3]

- l'arrêté du 28 décembre 2023 modifiant l'arrêté du 10 juin 2021 relatif à la formation conduisant au diplôme d'Etat d'aide-soignant et portant diverses dispositions relatives aux modalités de fonctionnement des instituts de formation paramédicaux et l'arrêté du 10 juin 2021 relatif à la formation conduisant au diplôme d'Etat d'auxiliaire de puériculture[4]

Conformément au premier arrêtés :
- « L'aide-soignant exerce sous la responsabilité de l'infirmier diplômé d'État dans le cadre de l'article R. 4311-4 du code de la santé publique. » ;

- « Ses activités se situent dans le cadre du rôle qui relève de l'initiative de l'infirmier diplômé d'État, défini par les articles R. 4311-3 et R. 4311-5 du code de la santé publique, relatifs aux actes professionnels et à l'exercice de la profession d'infirmier.»

- « Dans ce cadre, l'aide‑soignant accompagne et réalise des soins essentiels de la vie quotidienne, adaptés à l’évolution de l’état clinique et visant à identifier les situations à risque. Son rôle s’inscrit dans une approche globale de la personne et prend en compte la dimension relationnelle des soins ainsi que la communication avec les autres professionnels, les apprenants et les aidants. »;
- « L’aide‑soignant travaille au sein d’une équipe pluridisciplinaire intervenant dans les services de soins ou réseaux de soins des structures sanitaires, médico‑sociales ou sociales notamment dans le cadre d’hospitalisation ou d’hébergement continus ou discontinus en structure ou à domicile.  »

Le diplôme d’État d’aide-soignant peut être obtenu selon trois voies réglementaires : la formation en institut (formation initiale), l’apprentissage (jusqu’à 29 ans révolus, avec dérogations possibles), ou la validation des acquis de l’expérience (VAE). Ce diplôme ce situe au niveau IV du RNCP ce qui correspond au niveau 4 du Cadre européen des certifications (CEC).

### Formation en France
Seuls les titulaires du diplôme d'État d'aide-soignant peuvent exercer ce métier. La formation dure 11 mois dont 22 semaines de cours théoriques (en institut agréé par le ministère de la Santé) et 22 semaines de stage.

#### Accès
L’accès à la formation d’aide-soignant se fait par une sélection en deux étapes : d’abord l’étude d’un dossier de candidature, puis un entretien individuel pour les candidats retenus. Le jury évalue les motivations, les aptitudes humaines et la cohérence du projet professionnel. Aucun diplôme n’est exigé, mais le candidat doit avoir au moins 17 ans au 31 décembre de l’année d’entrée en formation.
Le dossier de candidature comprend :
- un curriculum vitae (CV) rédigé en traitement de texte,

- une lettre de motivation manuscrite,

- une lettre manuscrite de présentation d’une situation vécue, personnelle ou professionnelle en lien avec la candidature, ou bien une lettre présentant le projet professionnel du candidat,

- et les pièces administratives habituelles (pièce d’identité, justificatifs, etc.).

Seuls les agents des services hospitaliers qualifiés (ASHQ) peuvent être dispensés de la sélection, à condition d’avoir un an d’ancienneté à temps plein, ou six mois avec une formation de 70 heures aux soins d’hygiène. Ils sont alors admis sans passer ni le dossier ni l’entretien.

#### Examen
L'obtention du diplôme d'État d'aide-soignant (DEAS) est soumise à la validation des cinq blocs de compétences acquis en formation théorique et pratique dans le milieu professionnel.

#### Enseignement de la formation initiale
La formation amenant à l'obtention du DEAS dure 44 semaines, réparties en 770 h de formation théorique et 770 h de formation en milieu professionnel, conformément à l’arrêté du 10 juin 2021
L'enseignement est donné sous forme de modules :
- Module 1 – Accompagnement d’une personne dans les activités de sa vie quotidienne et de sa vie sociale
- Module 2 – Repérage et prévention des situations à risque
- Module 3 – Évaluation de l’état clinique d’une personne
- Module 4 – Mise en œuvre des soins adaptés, évaluation et réajustement
- Module 5 – Accompagnement de la mobilité de la personne aidée
- Module 6 – Relation et communication avec la personne et son entourage
- Module 7 – Accompagnement des personnes en formation et communication avec les pairs
- Module 8 – Entretien des locaux et des matériels et prévention des risques associés
- Module 9 – Traitement des informations
- Module 10 – Travail en équipe pluri‑professionnelle, qualité et gestion des risques

L’évaluation des compétences se fait en contrôle continu, à la fois en institut et en stage. Chaque module est évalué par des QCM, QROC, études de cas ou simulations. Les compétences en stage sont validées à partir d’une grille d’évaluation intégrée dans un portfolio, rempli par les tuteurs de stage et l'apprenant. L’obtention de l’attestation de formation aux gestes et soins d’urgence de niveau 2 (AFGSU 2) est obligatoire pour valider la formation. Elle est intégrée à l’évaluation du bloc 2 du référentiel. Les blocs de compétences sont validés si la moyenne est au moins de 10/20, avec possibilité de compensation dès 8/20 dans un même bloc. Un jury désigné par le préfet attribue le diplôme si l’ensemble des blocs est validé. Le candidat ne doit pas dépasser 5 % d’absences non justifiées. Des sessions de rattrapage sont prévues en cas d’échec.

### Grille des salaires concernant la France
Dans la fonction publique hospitalière, les aide-soignants relèvent de la catégorie B. Leur rémunération dépend de leur grade et de leur échelon.
Il existe deux grades principaux :
- Classe normale : 11 échelons, avec un indice majoré allant de 373 à 517, soit un salaire brut mensuel compris entre 1 836 € et 2 545 €[10].

- Classe supérieure : 11 échelons, avec un indice majoré allant de 387 à 560, soit un salaire brut mensuel compris entre 1 905 € et 2 757 €[11].

Les aide‑soignants de classe normale peuvent accéder à la classe supérieure par avancement au choix, sous réserve des conditions suivantes :
- Ils doivent justifier, au 31 décembre de l’année du tableau d’avancement, d’au moins 1 an d’ancienneté dans le 5ᵉ échelon de la classe normale et de 5 ans de services effectifs dans la catégorie B (Fonction publique hospitalière)

- La promotion est prononcée après inscription sur un tableau d’avancement établi chaque année dans chaque établissement

Le salaire net d’un aide-soignant représente environ 82 % du salaire brut, soit une différence d’environ 18 % liée aux cotisations sociales spécifiques à la fonction publique hospitalière.
En complément de leur traitement indiciaire, les aides-soignants de la fonction publique hospitalière peuvent percevoir différentes primes et indemnités, en fonction de leur lieu d'exercice, de leurs horaires ou de leur ancienneté.
Parmi les principales :
- Complément de traitement indiciaire (CTI) : instauré en 2020 dans le cadre du Ségur de la santé, il représente 49 points d’indice majoré, soit environ 188 € nets par mois. Il est versé mensuellement à tous les agents exerçant dans les établissements sanitaires, sociaux et médico-sociaux publics[12].
- Prime spéciale de sujétion : équivalente à 10 % du traitement indiciaire brut, elle est également versée mensuellement. Par exemple, un aide-soignant en début de carrière (échelon 1, indice 373 classe normal) perçoit environ 184 € brut, tandis qu’en fin de carrière (échelon 11, indice 517 classe normal), cette prime atteint environ 255 € brut[13].
- Indemnité horaire pour travail de nuit : depuis le 1ᵉʳ janvier 2024, elle représente 25 % de la somme du traitement indiciaire brut et, le cas échéant, de l’indemnité de résidence, divisée par 1820 heures annuelles. Cette indemnité s’applique à toutes les heures effectuées entre 21 h et 6 h[14].
- Indemnité forfaitaire pour travail les dimanches et jours fériés : depuis le 1ᵉʳ janvier 2024, elle est fixée à 60 € brut pour 8 heures de travail effectif, versée au prorata du temps réellement effectué sur ces plages[15].
- Indemnité de sujétions spéciales (ISS) : accordée aux aides‑soignants et autres agents de la fonction publique hospitalière exposés à des sujétions spécifiques, elle est égale à 13/1 900ᵉ du traitement indiciaire brut annuel, soit l'équivalent de 13 heures supplémentaires par mois. Son versement est mensuel, à terme échu, et son montant peut être modulé par délibération de l’établissement dans la limite de ce plafond[16].
- Nouvelle bonification indiciaire : certains aides-soignants peuvent bénéficier de cette bonification lorsqu’ils exercent dans des services nécessitant une technicité particulière ou une responsabilité accrue (comme les unités de soins longue durée ou la néonatalogie). Son montant varie généralement entre 10 et 13 points d’indice majoré, soit environ 50 à 64 € brut par mois, versés en complément du traitement indiciaire[17].
- Indemnité pour heures supplémentaires : elle est calculée sur la base du traitement indiciaire brut annuel (incluant l’indemnité de résidence) répartie sur 1 820 h. Les 14 premières heures de jour sont majorées de 25 %, puis de 27 % au-delà. Les heures effectuées la nuit (entre 22 h et 7 h) sont majorées de 100 % (doublées), et celles des dimanches ou jours fériés de 66 %. Le plafond est fixé à 25 h/mois ou 240 h/an[18].

## En Belgique
(novembre 2018).
En Belgique, le métier d'aide-soignant est quasi similaire à celui exercé en France. Hormis la formation qui dure 18 mois. Certaines écoles proposent ces études, comme l'institut Reine-Fabiola à Etterbeek ou l'Institut de la Providence à Anderlecht. Ce sont des études professionnelles qui se déroulent sur trois ans :
- 5e Aide familial, 6e Aide familial : obtention d'une qualification permettant d'exercer le métier d'aide familial ;
- 7e Aide soignant : ne peut être accessible qu'après l'obtention de la qualification et à la fin permet d'obtenir un CESS et le diplôme d'aide-soignant avec son numéro VISA du ministère de la Santé.

Il est également possible d'obtenir un diplôme d'aide soignant et un CESS à la fin d'une première année d'infirmière hospitalière réussie.
Le site spécialisé pour les aide-soignant(e)s en Belgique qui permet de trouver non seulement les adresses des écoles qui proposent la formation, mais aussi les lois, les barèmes, les interventions patronale (primes), offres d'emplois, etc. est www.aide-soignant.be.

## Au Luxembourg
(novembre 2018).
La formation d'aide-soignant au Luxembourg repose sur l'obtention du CATP d'aide-soignant. Ce diplôme se prépare en trois ans.

## En Suisse
La formation d'aide soignant a été supprimée et remplacée par la formation Aide en soins et accompagnement (ASA) qui a pour durée 2 ans.

## Au Québec
Les préposés aux bénéficiaires (PAB) s’occupent généralement des personnes âgées. Ils sont les premiers intervenants et procurent une assistance au quotidien. Les préposés aux bénéficiaires exercent généralement dans les CHSLD (centre d’hébergement de soins longue durée) et ont pour but d’accompagner les personnes âgées dans leurs activités de tous les jours. Les centres d’hébergement de soins longue durée accueillent les personnes âgées souffrant de troubles cognitifs comme la démence et physiques. Les préposés doivent accomplir plusieurs tâches comme faire la toilette (hygiène), soins somatiques, soins psychosociaux (soins relatifs à la psychologie social et des comportements sociaux), l’entretien de l’environnement (ménage) du patient et les tâches administratives, comme communiquer aux aides-soignants l’état du patient. Les préposés aux bénéficiaires doivent aussi déplacer le patient s’il en est incapable (de son lit à une chaise par exemple) et les habiller puisque cela peut être physiquement exigent voire impossible pour ceux-ci. La faible qualification professionnelle pour devenir préposé aux bénéficiaires perpétue le stéréotype disant que de s’occuper des autres personnes (enfants, personnes âgées…) et le « prendre soin » est ancré dans le genre féminin. Leur travail est demandant et souvent dénigré.
Une formation peut s'apparenter, au moins en partie, à la formation française :
- diplôme d'études professionnelles (DÉP) en Assistance à la personne en établissement de santé[24] (1 an d'études secondaires professionnelles) ;

Le détenteur du DÉP Assistance à la personne en établissement de santé est généralement nommé « préposé aux bénéficiaires ». Seule l'obtention de ce diplôme ou d'un titre équivalent suffit pour pouvoir travailler dans ce domaine.
Il y a un manque de main d’œuvre dans les centres d’hébergement de soins longue durée. La plupart des préposés aux bénéficiaires se trouvent à être des immigrants. Ces emplois sont majoritairement occupés par des femmes, 80% le sont. Souvent, les immigrants se voient obligés de laisser leur famille pour s’occuper des personnes âgées au Québec.

### Conditions de travail
Les soignants font face à des conditions difficiles, les patients peuvent parfois faire des demandes pouvant ressembler a du harcèlement. Les préposés s’occupent d’une clientèle considérée comme difficile. Les aides-soignantes sont souvent victime d’épuisement physique et psychologique puisqu’ils sont les premiers en contact avec cette clientèle. Les centres d’hébergements accueillent trop de patients considérant un manque important d’employés. Il y a donc une surcharge de responsabilités pour les préposés aux bénéficiaires.
Il y existe un manque de reconnaissance envers les préposés aux bénéficiaires. Les préposés aux bénéficiaires sont considérés au bas de la hiérarchie organisationnelle au sein des centre d’hébergement de soins longue durée.